# Dobracice
Dobracice (cz. Dobratice, niem. Dobratitz) – wieś gminna w Czechach, w kraju morawsko-śląskim, w powiecie Frydek-Mistek, na Śląsku Cieszyńskim.

## Historia
Wzmiankowane po raz pierwszy w 1580 roku. Miejscowość wyodrębniła się z Domasłowic Górnych. W XVII wieku jej właścicielami byli Saint Genois d'Anneaucourt, a później Tlukowie z Toszonowic.
Według austriackiego spisu ludności z 1900 w 154 budynkach w Dobracicach na obszarze 604 hektarów mieszkało 774 osób, co dawało gęstość zaludnienia równą 128,1 os./km². z tego 691 (89,3%) mieszkańców było katolikami, 83 (10,7%) ewangelikami, 691 (89,3) było czesko-, 74 (9,6%) polsko- a 9 (1,2%) niemieckojęzycznymi. Do 1910 roku liczba mieszkańców wzrosła do 954, z czego wszyscy byli zameldowani na stałe, 857 (89,8%) było katolikami, 85 (8,9%) ewangelikami, 12 (1,3%) wyznawało inną religię, 790 (82,8%) było czesko-, 151 (15,8%) polsko-, 12 (1,3%) niemieckojęzycznymi a 12 (1,3%) posługiwało się jeszcze innym językiem.
W 1782 chłopi z Dobracic dołączyli do powstania chłopskiego, które wybuchło w pobliskiej Dobrej.
W październiku 1938 po zajęcia przez Polskę Zaolzia przez wieś (w pobliżu potoku Praszywka) przebiegała nowa granica polsko-czechosłowacka.